# EuroBasket de 1971
O EuroBasket 1971 também conhecido por FIBA Campeonato Europeu de 1971 foi a décima sétima edição do torneio continental organizado pela FIBA Europa e que teve como sedes as cidades de Essen e Böblingen.
A União Soviética conquistou o décimo primeiro título do EuroBasket, sendo o oitavo consecutivo. O EuroBasket teve como MVP o iugoslávo Krešimir Ćosić.